# Дзагоєв Алан Елізбарович
Ала́н Елізба́рович Дзаго́єв (ос. Зæгъойты Елызбары фырт Алан) (нар. 17 червня 1990, м. Беслан, СРСР) — російський футболіст, атакувальний півзахисник. Колишній гравець збірної Росії.

## Біографія

### Клубна кар'єра
Алан народився у Беслані, де й розпочав свій футбольний шлях. Після занять футболом у бесланській школі № 4 перейшов до владикавказької спортшколи «Юність». Першим тренером Алана був Юрій Нанієв. Матеріальний стан сім'ї юного футболіста був далеко не найкращим і йому доводилося відточувати виконавську майстерність на автомобільних покришках. Алан намагався грати за команди різних вікових груп, через що іноді проводив декілька матчів на день. У 1999 році на турнірі «Шкіряний м'яч» Алана помітив Ігор Осінькин, що забрав хлопця до своєї підготовчої групи, а згодом, перейшовши працювати до футбольної академії імені Юрії Конопльова у Тольятті, також покликав Дзагоєва за собою.
У 2006—2007 роках Алан виступав за клуб «Крила Рад-СОК», у складі котрого відіграв 37 матчів та відзначився шістьма забитими м'ячами. У клубі Дзагоєв дебютував 29 квітня 2006 року, а перший гол забив 14 травня того ж року у ворота «Нафтохіміка».

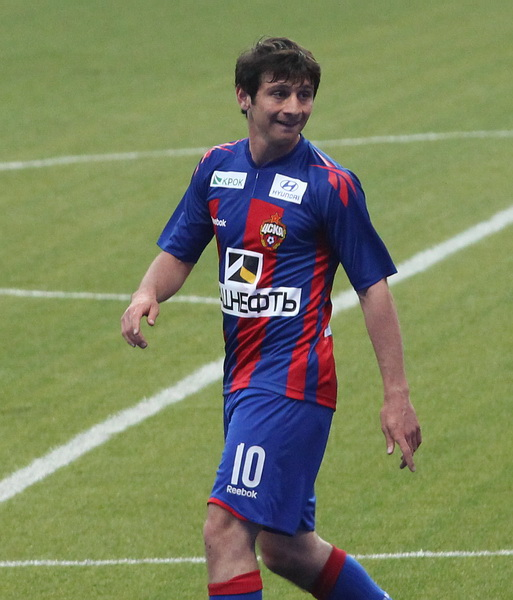
Дзагоєв у складі ЦСКА

У середині грудня 2007 року перейшов до московського ЦСКА, який на рівні з владикавказькою «Аланією» був найулюбленішим російським клубом Дзагоєва. У складі армійців в чемпіонаті країни дебютував 26 квітня 2008 року, вийшовши на заміну в поєдинку з командою «Промінь-Енергія». А два тижні потому розпочав лік забитим м'ячам у складі нового клубу, розписавшись у воротах «Хімок». Незважаючи на юний вік, Алан став серйозною атакувальною одиницею ЦСКА, прогресуючи від матчу до матчу. Він міг самотужки вирішити долю поєдинку і чудово діяв як у завершальній стадії так і у підігруванні партнерам.
У червні 2009 року з'явилися повідомлення про те, що Дзагоєв, який при новому тренері Зіку став рідко потрапляти до стартового складу, відмовляється подовжити контракт з клубом. У зв'язку з цим все частіше почали публікувати матеріали про те, що Аланом цікавляться такі англійські клуби як «Челсі», «Ліверпуль» та «Тоттенгем». Однак сам Дзагоєв заперечував будь-які чутки, стверджуючи, що залишати ЦСКА не має наміру.
У 2010 році молодий півзахисник не часто потрапляв до основного складу армійського клубу, однак той час, що проводив на полі, використовував дуже ефективно — 6 забитих м'ячів та 6 результативних передач у чемпіонаті Росії тому підтвердження. Не можна не відзначити і достатньо впевнену гру футболіста у Лізі Європи, де у 8 зустрічах він двічі вражав ворота суперників та ще чотири рази асистував партнерам.
Сезон 2011/12 Дзагоєв знову розпочав у основі ЦСКА, проте 26 травня 2011 року був переведений тренером армійців Леонідом Слуцьким до молодіжної команди за порушення дисципліни. Приводом для покарання стало те, що Алан дозволив собі «некорректні висловлювання» на адресу Слуцького під час фінального матчу Кубка Росії 2011. Доволі швидко конфлікт отримав новий розвиток — за ініціативи тренера Дзагоєва було виставлено на трансфер. Найбільш предметний інтерес до гравця виявляв московський «Локомотив». Керівництво залізничників пропонувало 7 мільйонів доларів за гравця, однак урешті-решт Алан приніс свої вибачення Слуцькому та продовжив виступи у лавах армійців.
Протягом майже всього 2011 року активно розповсюджувалися чутки про перехід Дзагоєва до лондонського «Арсенала», спочатку говорилося про те, що він має замінити у складі «канонірів» Сеска Фабрегаса, потім, що Саміра Насрі.

### Виступи у збірній
Вперше форму національної команди Росії Алан Дзагоєв вдягнув у 18 річному віці, вийшовши на заміну замість Рената Янбаєва 11 жовтня 2008 року у матчі зі збірною Німеччини (1:2). У цьому ж матчі молодий півзахисник міг відкрити лік своїм м'ячам за збірну, однак проштовхнувши шкіряну сферу між ногами у воротаря німців Рене Адлера, потрапив у штангу. Вперше ж партнери поздоровили Алана із забитим голом майже через два роки після його дебюту — 8 жовтня 2010 року він вразив ворота ірландців у Дубліні.
В деяких матчах тренери використовували Алана не як півзахисника, а у нападі в парі, наприклад, з Андрієм Аршавіним.

#### Матчі за збірну
Станом на 10 вересня 2013 року
| Дата       | Місто            | Господарі          | Результат | Гості             | Турнір             | Голи | Примітки |
| ---------- | ---------------- | ------------------ | --------- | ----------------- | ------------------ | ---- | -------- |
| 11-10-2008 | Дортмунд         | Німеччина          | 2 – 1     | Росія             | Відбір до ЧС 2010  | -    | 46'      |
| 15-10-2008 | Москва           | Росія              | 3 – 0     | Фінляндія         | Відбір до ЧС 2010  | -    | 90+2'    |
| 28-3-2009  | Москва           | Росія              | 2 – 0     | Азербайджан       | Відбір до ЧС 2010  | -    | 56'      |
| 12-8-2009  | Москва           | Росія              | 2 – 3     | Аргентина         | товариський матч   | -    | 58'      |
| 14-10-2009 | Баку             | Азербайджан        | 1 – 1     | Росія             | Відбір до ЧС 2010  | -    |          |
| 11-8-2010  | Санкт-Петербург  | Росія              | 1 – 0     | Болгарія          | товариський матч   | -    | 70'      |
| 3-9-2010   | Андорра-ла-Велья | Андорра            | 0 – 2     | Росія             | Відбір до ЧЄ 2012  | -    | 61'      |
| 7-9-2010   | Москва           | Росія              | 0 – 1     | Словаччина        | Відбір до ЧЄ 2012  | -    |          |
| 8-10-2010  | Дублін           | Ірландія           | 2 – 3     | Росія             | Відбір до ЧЄ 2012  | 1    | 84'      |
| 12-10-2010 | Скоп'є           | Північна Македонія | 0 – 1     | Росія             | Відбір до ЧЄ 2012  | -    | 61'      |
| 17-11-2010 | Єреван           | Росія              | 0 – 2     | Бельгія           | товариський матч   | -    |          |
| 26-3-2011  | Єреван           | Вірменія           | 0 – 0     | Росія             | Відбір до ЧЄ 2012  | -    |          |
| 4-6-2011   | Санкт-Петербург  | Росія              | 3 – 1     | Вірменія          | Відбір до ЧЄ 2012  | -    | 82'      |
| 7-6-2011   | Зальцбург        | Росія              | 0 – 0     | Камерун           | товариський матч   | -    |          |
| 7-10-2011  | Жиліна           | Словаччина         | 0 – 1     | Росія             | Відбір до ЧЄ 2012  | 1    | 90+2'    |
| 11-10-2011 | Москва           | Росія              | 6 – 0     | Андорра           | Відбір до ЧЄ 2012  | 2    |          |
| 11-11-2011 | Пірей            | Греція             | 1 – 1     | Росія             | товариський матч   | -    |          |
| 29-2-2012  | Копенгаген       | Данія              | 0 – 2     | Росія             | товариський матч   | -    | 46'      |
| 29-5-2012  | Ньйон            | Литва              | 0 – 0     | Росія             | товариський матч   | -    | 46'      |
| 1-6-2012   | Цюрих            | Італія             | 0 – 3     | Росія             | товариський матч   | -    | 85'      |
| 8-6-2012   | Вроцлав          | Росія              | 4 – 1     | Чехія             | ЧЄ 2012 - 1-й етап | 2    | 84'      |
| 12-6-2012  | Варшава          | Польща             | 1 – 1     | Росія             | ЧЄ 2012 - 1-й етап | 1    | 75' 79'  |
| 16-6-2012  | Варшава          | Греція             | 1 – 0     | Росія             | ЧЄ 2012 - 1-й етап | -    | 70'      |
| 15-8-2012  | Москва           | Росія              | 1 – 1     | Кот-д'Івуар       | товариський матч   | 1    | 58'      |
| 7-9-2012   | Москва           | Росія              | 2 – 0     | Північна Ірландія | Відбір до ЧС 2014  | -    | 58'      |
| 16-10-2012 | Москва           | Росія              | 1 – 0     | Азербайджан       | Відбір до ЧС 2014  | -    | 79'      |
| 14-11-2012 | Краснодар        | Росія              | 2 – 2     | США               | товариський матч   | -    | 46'      |
| 14-8-2013  | Белфаст          | Північна Ірландія  | 1 – 0     | Росія             | Відбір до ЧС 2014  | -    | 46'      |
| 10-9-2013  | Санкт-Петербург  | Росія              | 3 – 1     | Ізраїль           | Відбір до ЧС 2014  | -    | 46'      |
| Усього     |                  | Матчів             | 29        |                   | Голів              | 8    |          |

## Досягнення
Командні трофеї
- Чемпіон Росії (3):

ЦСКА (Москва):  2012–13, 2013–14, 2015–16
- Володар Кубка Росії (4):

ЦСКА (Москва):  2007–08, 2008–09, 2010–11, 2012–13
- Володар Суперкубка Росії (4):

ЦСКА (Москва): 2009, 2013, 2014, 2018
Особисті здобутки
- Найкращий бомбардир чемпіонату Європи: 2012 (3 голи, разом з Маріо Балотеллі, Маріо Гомесом, Кріштіану Роналду, Маріо Манджукичем, Фернандо Торресом)
- Найкращий молодий футболіст російського чемпіонату (лауреат премії «Перша п'ятірка») (2008)[14]
- Головне відкриття російського футбольного сезону (2008)[15]
- У списках «33 найкращих футболістів Росії» (2): № 3 (2008); № 2 (2009)
- Увійшов до десятки найкращих молодих гравців планети 2009 року за версією World Soccer (8 місце)[16]
- Найкращий осетинський спортсмен (2009)[17]

## Цікаві факти
- У грудні 2009 року Дзагоєв на автомобілі «Лексус» потрапив у ДТП, перебуваючи у Владикавказі. Сам футболіст у зіткненні не постраждав[18].

## Сім'я
Народився у сім'ї Ляни та Елізбара Загошвілі (грузинський варіант осетинського прізвища Дзагоєв (Зæгъойтæ)). Прізвище батьки змінили у 2000 році. Має старшого брата Гелу, що також професійно займається футболом і відомий за виступами у складі команд «КАМАЗ», ФАЮР та у резерві владикавказької «Аланії».